# Acacia calantha
Acacia calantha är en ärtväxtart som beskrevs av Leslie Pedley. Acacia calantha ingår i släktet akacior, och familjen ärtväxter. Inga underarter finns listade i Catalogue of Life.